# Willie Penrose

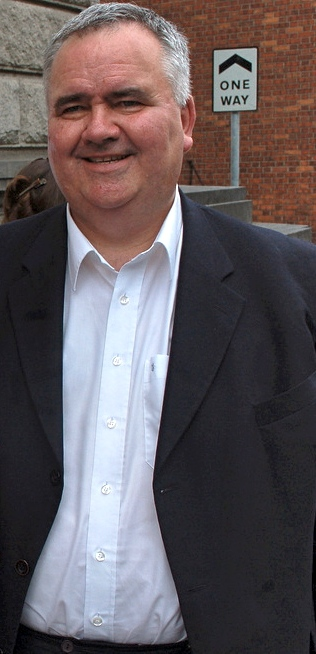
Willie Penrose (2005)

Willie Penrose (eigtl. William Penrose, irisch Liam Penrose, * 1. August 1956 in Ballynacargy, County Westmeath) ist ein irischer Politiker der Irish Labour Party. Er war von 1992 bis 2020 Teachta Dála im Dáil Éireann, dem Unterhaus des Oireachtas.

## Leben
Penrose studierte Agrarökonomie in Mullingar und am University College Dublin. Darüber hinaus erwarb er den Grad des Barrister-at-law am King’s Inn. Er publizierte zum Landwirtschaftsrecht. 
Ab 1984 war er Mitglied im Westmeath County Council. Bei den Wahlen zum Dáil Éireann 1992 erlangte er dann einen Sitz im Unterhaus und konnte diesen bis 2020 verteidigen. 
Am 9. März 2011 wurde er in der Regierung Kenny I zum Staatsminister für Wohnungswesen und Raumordnung im Umweltministerium ernannt. Schon am 20. Dezember 2011 trat er wegen einer Entscheidung der Regierung zur Schließung der Kaserne Columb Barracks in Mullingar zurück und auch kurzzeitig (bis Oktober 2013) aus der Fraktion der Irish Labour Party aus. 
Bei den Wahlen zum Dáil Éireann 2020 trat er nicht mehr an.

## Privates
Willie Penrose ist mit Anne Fitzsimons verheiratet, mit der er drei Kinder hat.